# 西の里信号場
西の里信号場（にしのさとしんごうじょう）は、北海道北広島市にある、北海道旅客鉄道（JR北海道）千歳線の信号場である。なお、千歳線が現ルートとなる1973年（昭和43年）まで、当信号場付近の旧線にも同名の信号場が存在していた。本項目ではこの信号場についても記述する。

## 歴史
初代の信号場は、上野幌駅（初代） - 北広島駅間が9.5 kmと当時の千歳線では最も駅間が長かったことから、1961年（昭和36年）に輸送力増強の一環として設置され、1973年（昭和48年）に複線の新線が開通したことで廃止された。
一方で現在の信号場は、新千歳空港駅開業などによる千歳線の列車本数増加に伴い、途中で列車の追い抜きを可能にするため、1992年（平成4年）に改めて初代信号場のやや南の新線上に設置された信号場である。
2016年（平成28年）頃から副本線が撤去され事実上の休止状態にあるものの、少なくとも2024年（令和6年）度時点では公式文書に名称の記載があり、信号場としては廃止されていない。

### 年表

#### 初代信号場
- 1961年（昭和36年）1月14日：日本国有鉄道千歳線上野幌駅（旧線上の初代駅） - 北広島駅間に新設[6]。事務管理コードは▲131412[2]。
- 1973年（昭和48年）9月10日：苗穂駅 - 北広島駅間旧線を、白石駅 - 新札幌駅 - 北広島駅間新線へ切り替え、同日付で廃止[6]。

#### 2代目信号場
- 1992年（平成4年）7月1日：JR北海道の信号場として北広島駅 - 上野幌駅（新線上の2代目）間に新設[1]。
- 2016年（平成28年）：同年頃から実質的な使用を停止。その後副本線が撤去される[3]。

## 構造
2016年（平成28年）頃に副本線の使用を停止・撤去してからは、単なる閉塞境界としてのみ機能している。
設置当初は上下線とも本線・副本線が1本ずつで、両方向で列車待避が可能であった。上り線用と下り線用の副本線の有効長が大きく異なり、特に上り線は6両分の有効長しかなかった。
初代信号場は2線を有する単純な構造の信号場であった。

## 周辺
西側は森林地帯が広がる。北側は工業地区、東側は住宅地になっているが、信号場付近は木に囲まれているため、列車の中から確認するのは難しい。
- 北海道道1148号札幌恵庭自転車道線
- 種苗管理センター中央農場
- 野幌原始林

## 隣の施設
北海道旅客鉄道（JR北海道）
■千歳線
北広島駅 (H07) - （西の里信号場） - 上野幌駅 (H06)